# Yuhina flavicollis
La yuhina bigotuda (Yuhina flavicollis) es una especie de ave paseriforme de la familia Zosteropidae propia de las montañas del sur de Asia.

## Distribución y hábitat
Se encuentra en el Himalaya y las montañas del sudeste asiático, distribuido por el norte de la India, Bután, Nepal, Bangladés, Birmania, sur de China, Laos, Tailandia y Vietnam. Su hábitat natural son los bosques húmedos de montaña tropicales y subtropicales. Prefiere el dosel del bosque denso y sin perturbaciones. Se considera una de las yuhinas más abundantes del Himalaya, aunque es poco frecuente en altitudes bajas.

## Comportamiento
La yuhina bigotuda a veces se une a bandadas de alimentación mixtas con otras especies de yuhinas y fulvetas, pero en otras se encuentra en bandadas de solo de su propia especie.